# Резерват Џуба
Резерват Џуба (енгл. Juba Game Reserve) је заштићено природно подручје у Јужном Судану у вилајету Централна Екваторија, западно од града Џубе. Захвата повшину од око 200 км². Обухвата саванске травне пределе са значајним стаништем птица Pternistis icterorhynchus и Ardeotis arabs.